# Сидоренко Владислав Романович
Владислав Романович Сидоренко (нар. 24 жовтня 1997, Дергачі, Харківська область, Україна) — український футболіст, правий захисник «Інгулець».

## Життєпис
Народився в місті Дергачі Харківської області. У ДЮФЛУ з 2010 по 2014 рік виступав за «Металіст». З 2014 по 2016 рік виступав за юнацьку (U-19) команду харків'ян.
На початку липня 2016 року перейшов до «Солоницівка», у складі якого виступав у чемпіонату Харківської області. Наприкінці лютого 2022 роу перебрався до «Ворскли», де протягом півтора сезони виступав за молодіжну команду клубу. 
У середині липня 2018 року підписав контракт з «Кременем». У футболці кременчуцького клубу дебютував 22 липня 2018 року в переможному (2:0) виїзному поєдинку 2-го туру групи Б Другої ліги України проти новокаховської «Енергії». Владислав вийшов на поле на 89-й хвилині, замінивши Дениса Бєлоусова. Першим голом у професіональній кар'єри відзначився 13 квітня 2019 року на 31-й хвилині переможного (3:2) домашнього поєдинку 19-го туру групи Б Другої ліги України проти «Нікополя». Сидоренко вийшов на поле в стартовому складі та відіграв увесь матч. За півтора сезони, проведені в «Кремені», зіграв 44 матчі (2 голи) в чемпіонатах України, а також 3 матчі (1 гол) у кубку України.
У середині лютого 2020 року уклав договір з «Балканами». У футболці зорянського клубу дебютував 15 липня 2020 року в програному (1:4) домашньому поєдинку 24-го туру Першої ліги України проти луцької «Волині». Владислав вийшов на поле на 46-й хвилині, замінивши Романа Николишина. У 2020 році зіграв 12 мтчів у чемпіонату України та 1 поєдинок у кубку України.
Наприкінці липня 2021 року став гравцем «Кременя». У футболці кременчуцького клубу дебютував 24 липня 2021 року в переможному (2:0) домашньому поєдинку 1-го туру Першої ліги України проти «ВПК-Агро». Сидоренко вийшов на поле в стартовому складі та відіграв увесь матч. У першій половині сезону 2021/22 років зіграв 17 матчів у Першій лізі України.
У середині січня 2022 року перейшов до «Прикарпаття».